# Song 2
"Song 2" é uma canção da banda britânica Blur. Foi lançada como segundo single de seu homônimo quinto álbum de estúdio. Lançado em abril de 1997, "Song 2" chegou à segunda colocação na UK Singles Chart, quarta na ARIA Charts, e sexta na Billboard Alternative Songs. Foi a 82ª música mais tocada nas rádios brasileiras em 1997.
A faixa foi originalmente apelidada de "Song 2" como um título provisório que representava sua posição na lista de faixas do álbum Blur, mas o nome permaneceu, já que a canção tem dois minutos e dois segundos de duração, dois versos, e dois refrões. Além disso, ela foi o segundo single de trabalho do álbum.

## Prêmios e Honrarias
No MTV Video Music Awards de 1997, "Song 2" foi indicado para Melhor Vídeo por um Grupo e Melhor Vídeo Musical Alternativo. No Brit Awards de 1998, foi indicado a Melhor Single Britânico e Melhor Vídeo Musical Britânico. Em 1998, os ouvintes da BBC Radio 1 elegeram "Song 2" a décima quinta melhor canção de sempre. Em 2011, NME a colocou em número 79 em sua lista das "150 melhores canções dos últimos 15 anos".

## Paradas musicais
| País/Parada (1997)                             | Melhor posição |
| ---------------------------------------------- | -------------- |
| Austrália (ARIA)                               | 4              |
| Bélgica (Ultratip Bubbling Under de Flandres)  | 8              |
| Canadá (RPM Rock/Alternative)                  | 1              |
| Europa (Hot 100)                               | 15             |
| Islândia (Íslenski listinn)                    | 3              |
| Irlanda (IRMA)                                 | 10             |
| Países Baixos (Dutch Top 40)                   | 12             |
| Países Baixos (Single Top 100)                 | 73             |
| Escócia (Scottish Singles Chart)               | 1              |
| Suécia (Sverigetopplistan)                     | 28             |
| Reino Unido (UK Singles Chart)                 | 2              |
| Reino Unido (OCC UK Rock and Metal)            | 1              |
| Estados Unidos (Billboard Radio Songs)         | 55             |
| Estados Unidos (Billboard Alternative Airplay) | 6              |
| Estados Unidos (Billboard Mainstream Rock)     | 25             |